# Pius Njawé
Pius Njawé, né le 4 mars 1957 à Babouantou (Cameroun) et mort le 12 juillet 2010 à Norfolk, Virginie (États-Unis), est un journaliste militant pour les droits de l'homme et la liberté de la presse au Cameroun.

## Biographie

### Enfance et débuts
A La mort, en « exil intérieur » de son père (exil consécutif aux troubles sociopolitiques qui ont précédé l’indépendance du Cameroun), Njawé doit abandonner ses études faute de soutien financier. Sa famille est plongée dans une situation financière difficile. 
Pius Njawé affronte sans qualification le marché du travail et entre comme garçon de course dans le journal Semences Africaines en 1972. 
Il parvient à entrer en contact avec Abodel Karimou, directeur de la Gazette. Njawé y sera recruté comme « localier » à titre bénévole.

### Carrière
En 1979, Pius Njawé fonde le journal Le Messager au sein duquel il travaille comme directeur général jusqu'à sa mort survenue le 12 juillet 2010 dans un accident de la circulation aux États-Unis où il se trouvait dans le cadre d'un meeting des forces de l'opposition camerounaise avec pour but l'alternance au sommet du pays en 2011.

### Journaliste engagé
Ce groupe fait l'objet de nombreuses censures et pressions diverses par le régime du président Paul Biya. Pius Njawé a été emprisonné à plusieurs reprises, notamment à la fin des années 1990. Le fait d'avoir relaté un « malaise » du président Paul Biya lui a par exemple valu 10 mois de prison en 1998. Il a néanmoins continué à dénoncer la situation critique du journalisme indépendant au Cameroun. Son journal a vu passer en son sein des journalistes comme Doo Bell, Jean-Baptiste Sipa, Jean-Célestin Edjangue, Marie-Noëlle Guichi, Jean François Channon, Rodrigue Tongué, Souley Onohiolo entre autres.
Pius Njawé fait partie des acteurs majeurs du processus de libéralisation de la parole publique au Cameroun. C'est grâce aux débats initiés au sein de son journal peu avant les années 1990 que l'espace public par le biais de la presse écrite a commencé à se structurer.
Il a fait l'objet de plus de 400 procès.

### Distinctions
Pius Njawé a été lauréat du Prix de la libre expression en 1991 et de la plume d'or de la liberté en 1993.

## Vie privée
Pius Njawé était marié et a des enfants. Il perd son épouse Jane Njawé dans un accident de la circulation survenu au Cameroun ; et il fonde par la suite l'association « Jane & Justice » pour la sécurité routière et la prévention des accidents.